# Calvatone
Calvatone är en ort och kommun i provinsen Cremona i regionen Lombardiet i Italien. Kommunen hade 1 194 invånare (2018).